# Manfred Dahlmann
Manfred Dahlmann (* 27. Dezember 1951; † 24. Dezember 2017 in Wien) war ein deutscher Autor, Publizist und Herausgeber.

## Leben
Manfred Dahlmann war gelernter Buchhalter und studierte dann unter anderem Politikwissenschaft am Otto-Suhr-Institut der FU Berlin. Seine Abschlussarbeit verfasste er über Michel Foucaults Machtbegriff unter dem Titel Das versteckte Problem in Michel Foucaults Machtbegriff. Sie wurde 1980 bei Johannes Agnoli (Erstgutachter) und Gerhard Göhler (Zweitgutachter) eingereicht und erschien erstmals 2017 unter dem Titel Das Rätsel der Macht. Er zog nach Freiburg im Breisgau und lernte dort Joachim Bruhn kennen, den Mitgründer des ça ira-Verlags. Gemeinsam mit Bruhn und anderen gab er die Zeitschrift Kritik & Krise heraus, er hielt Vorträge und veröffentlichte Essays. Dahlmann stand dem Verlag als Impulsgeber und Buchhalter zur Verfügung und übernahm ihn Anfang der 2000er Jahre in Eigenregie. 2007 übergab er aus finanziellen Gründen den Verlag den Institut für Sozialkritik Freiburg e. V. (ISF).
2011 gründete er nach einem Streit mit der Zeitschrift Bahamas, für die er zuvor sporadisch geschrieben hatte, gemeinsam mit Gerhard Scheit die ideologiekritische Zeitschrift sans phrase. Er schrieb zu philosophiekritischen und politischen Themen in sans phrase, veröffentlichte zudem in der Wochenzeitung Jungle World und der Monatszeitschrift konkret. 
Dahlmann war Vater dreier Töchter.

## Nachlass
Im Jahr 2020 wurde mit dem Buch Das Rätsel des Kapitals sein unabgeschlossenes Projekt, das er in der Zeitschrift sans phrase begonnen hatte, zur Kritik der politischen Ökonomie posthum veröffentlicht. Die Texte des Buches knüpfen unter anderen an Thesen von Alfred Sohn-Rethel an, setzen sich kritisch mit dem Hegel-Marxismus aus kritisch-kantischer Perspektive auseinander und stellen eine Fortführung seiner erkenntniskritischen Überlegungen aus Freiheit und Souveränität dar.
Manfred Dahlmanns Werk wird im ça ira-Verlag als Gesammelte Schriften in sieben Bänden im Auftrag des Instituts für Sozialkritik Freiburg (ISF) e. V. herausgegeben. Der letzte Band soll 2026 erscheinen.

## Aufsätze (Auswahl)
- Goldhagen und die Krise des wissenschaftlichen Denkens. In: Kalaschnikov 1/98.
- Totale Herrschaft und Antisemitismus. Darstellung und Kritik der Totalitarismustheorie von H. Arendt. In: Bahamas 10/1993.
- Totale Vergesellschaftung und totale Herrschaft. Zur Kritik der Totalitarismustheorie Hannah Arendts. In: Kritik & Krise 6.
- Einheit in der Trennung. Kommunismus als bestimmte Negation der bürgerlichen Gesellschaft. In: Bahamas 42/2003.
- Das Rätsel der Macht. Michel Foucaults unfreiwillige Anthropologie. In: Bahamas 26/1998.
- Souveränität und Gegensouverän. Zum Unterschied zwischen amerikanischer und deutscher Form der Vergesellschaftung. In: Stephan Grigat (Hg.): Feindaufklärung und Reeducation, Freiburg 2006, ISBN 3-924627-93-2.
- Der Frieden des Kapitals. Zur Logik des deutschen Moralismus. In: Kritik & Krise 4/5.

- Auf die Frage: Was ist antideutsch? Teil 1. In: Bahamas 47/2005. Teil 2. In: Bahamas 48/2005.

- Nationaler Wahn und kapitalistische Vergesellschaftung. Über die Antiquiertheit der Nation und den Antiquitätenhandel der Linken. In: Kritik & Krise 2/3.
- Antikritik an Ulrich Enderwitz. In: jungle world 14/2002.
- Der Fetisch ist das Nichts. Monotheismus, Ur-Panik und das gesellschaftliche Immunsystem. In: Bahamas 49/2006.
- Identität und Identifikation. In: iz3W 5/1997.
- Die Wissenschaft von den Wissenschaften: Eine Kritik. In: Kritik & Krise 1.
- Krise und Ideologiekritik. Über Apologeten und Gegner des Kapitals und deren Begriff vom Vertrauen. In: Bahamas 57/2009.
- Das Ostgotenreich als Nahtstelle dreier Weltfriedensversuche. In: Joachim Bruhn, Manfred Dahlmann, Clemens Nachtmann (Hrsg.): Geduld und Ironie. Ça Ira, Freiburg 1995, ISBN 3-924627-42-8, S. 145–170.
- Fetisch Politik. In: konkret 9/93.
- Der Kommunismus ist wichtig, aber Osso Buco ist auch nicht ohne. In: konkret 6/2003.
- Autonomie und Freiheit oder: Ästhetik wozu? Adornos ‚Vorrang des Objekts‘ als notwendige Basis vernünftigen Engagements. In: sans phrase 1/2012.
- Finanzkrise und deutsche Kriegskasse. In: sans phrase 1/2012.
- Die Liebe zum Recht als Liebe zum Souverän. Ein ‚Lob‘ auf den Positivismus. In: sans phrase 2/2013.
- „Der Mensch ist antinomisch geschaffen“. Wissenschaftslogik und Politik bei Hermann Broch. In: sans phrase 3/2013.
- Das Geld und seine Wissenschaft. In: sans phrase 3/2013.
- Die Mechanismen der Preisbildung. In: sans phrase 4/2014.
- Die Subjekte der politischen Ökonomie. In: sans phrase 5/2014.
- Ökonomie und Ideologie. In: sans phrase 6/2015.
- Kapital, Geld und Wert. In: sans phrase 7/2015.
- Der Euro und sein Staat. In: sans phrase 7/2015.
- Kritik als Politisierung der Kunst? Walter Benjamin und die Ästhetisierung der Politik. In: sans phrase 8/2016.
- Geschichte und Struktur. Diskussion zu Rosdolsky, Schmidt und Puder. In: sans phrase 8/2016.
- Was ist Wahrheit? Was materialistische Kritik? In: sans phrase 9/2016.
- Autarkie ist Regression. Ausschnitte aus einem Gespräch mit Gerhard Scheit. In: sans phrase 10/2017.
- Gedankensplitter. In: sans phrase 12/2018.
- Der Kommunismus ist wichtig, aber Osso Buco ist auch nicht ohne. In: sans phrase 13/2018.
- Der Wert und die Ideale. (Un-)Moralische Perspektiven. In: sans phrase 14/2019.
- Seinslogik und Kapital. Kritik der existentialontologischen Fundierung der Marxschen Kritik der politischen Ökonomie – am Beispiel von Frank Engsters Das Geld als Maß, Mittel und Methode. Teil 1. In: sans phrase 15/2019.
- Seinslogik und Kapital. Kritik der existentialontologischen Fundierung der Marxschen Kritik der politischen Ökonomie – am Beispiel von Frank Engsters Das Geld als Maß, Mittel und Methode. Teil 2. In: sans phrase 16/2020.
- Seinslogik und Kapital. Kritik der existentialontologischen Fundierung der Marxschen Kritik der politischen Ökonomie – am Beispiel von Frank Engsters Das Geld als Maß, Mittel und Methode. Teil 3. In: sans phrase 17/2020.
- Wer gab der Rose ihren Namen? Vortrag vom 18. November 1986. In: sans phrase 19/2021/22.
- Das Kapital und seine Geschichte. Gibt es eine materialistische Lösung für das Henne-Ei-Problem? In: sans phrase 20/2022.

## Buchveröffentlichungen (Auswahl)
- Freiheit und Souveränität. Kritik der Existenzphilosophie Jean-Paul Sartres. Freiburg/Wien 2014. ISBN 978-3-86259-108-4.
- Das Rätsel der Macht. Michel Foucaults Machtbegriff und die Krise der Revolutionstheorie. Freiburg/Wien 2018. ISBN 978-3-86259-139-8.
- Das Rätsel des Kapitals. Zur Kritik der politischen Ökonomie. Gesammelte Schriften, Bd. 3. Herausgegeben von David Hellbrück und Gerhard Scheit. Freiburg/Wien 2020. ISBN 978-3-86259-138-1.